# کوکوهای زمینی آسیایی
کوکوهای زمینی آسیایی (نام علمی: Carpococcyx) سرده‌ای از کوکوهای بزرگ زمینی از تیرهٔ کوکویان (Cuculidae) است. آنها محدود به مناطق جنگلی نمناک در جنوب شرقی آسیا هستند. برخلاف شباهت‌هایشان، آنها ارتباط نزدیکی با کوکوهای زمینی آمریکای جنوبی از سردهٔ نئومورفوس ندارند.
این سرده شامل سه گونه ناهمجا است. دو مورد از آنها تا همین اواخر تحت نام کوکوی زمینی سوندا به عنوان هم‌گونه در نظر گرفته می‌شدند.